# Before Breakfast
Before Breakfast è un cortometraggio muto del 1919 diretto da Hal Roach. Il film, di genere comico, fu interpretato da Harold Lloyd, Snub Pollard, Bebe Daniels, Sammy Brooks.

## Trama
I sogni di un giovane vengono sconvolti dall'insistenza del padre di trovare un lavoro e iniziare a fare soldi da solo. Il giovane inizia quindi a lavorare come cameriere in un ristorante, vivendo però, delle divertenti avventure.

## Distribuzione
Distribuito dalla Pathé Exchange, il film - un cortometraggio in una bobina - uscì nelle sale statunitensi il 18 maggio 1919. Ne venne fatta una riedizione distribuita il 1º gennaio 1922.